# Abdelaziz El Idrissi Bouderbala
Abdelaziz El Idrissi Bouderbala (àrab: عبد عزيز الإدريسي بودربالة, ʿAbd al-ʿAzīz al-Idrīsī Būdarbāla), més conegut com a Aziz Bouderbala (Casablanca, Marroc, 26 de desembre de 1960), és un exfutbolista marroquí.
Aziz Bouderbala començà la seva trajectòria al Wydad Casablanca de la seva ciutat natal, jugant més tard al FC Sion suís. Després es traslladà a França destacant clubs com l'Olympique de Lió. Acabà la seva trajectòria a Portugal i, de nou, a Suïssa. També fou internacional amb la selecció del Marroc, amb la qual disputà la fase final del Mundial de 1986.
Fou finalista del guardó al millor futbolista africà de l'any el 1986.